# Дон С. Дейвис
Доналд Синклер Дейвис (на английски: Donald Sinclair Davis) (Орора, 4 август 1942 г. – Гибсънс, 29 юни 2008 г.) е американски актьор, както и учител по драма, художник и капитан в армията на Съединените щати.

## Кариера
Вероятно е най-известен с ролята си на генерал Джордж Хамънд в научнофантастичния телевизионен сериал Старгейт СГ-1 (1997 – 2007), а също и с ролята на майор Гарланд Бригс в сериала Туин Пийкс (1990 – 1991). В телевизионното шоу MacGyver той е дубльор и фотограф на Дана Елкар. Дейвис се появява в два епизода на MacGyver като различен герой всеки път. Първата му поява е като шофьор на циментовоз в епизода Blow Out, а втората – като бракониера Уайът Портър в The Endangered. Той също играе бащата на Дейна Скъли в Досиетата Х.
Канадската публика може също да е запозната с Дейвис от появата му в една от известните минути на наследството, в която той играе самонадеян златотърсач, който вади пистолет срещу Маунти Сам Стийл. Той също играе ролята на мениджъра на Расин Бел във филма A League of Their Own. Дейвис също има гостуваща роля в пилотния епизод на телевизионния комедиен драматичен сериал Psych, играейки героя на г-н Маккалъм.

## Личен живот
Дейвис е роден в Орора, Мисури, град в планината Озарк. Той получава диплома по театър и изкуства от Southwest Missouri State College. Получава магистърска степен по театър от Университета на Южен Илинойс „Карбондейл“ през 1970 г. Преподава няколко години, преди да се върне в SIU, за да завърши докторската си степен по театър. Започва работа във филмовата индустрия през 80-те години, докато преподава в Университета на Британска Колумбия. През 1987 г. спира да преподава, за да се посвети на актьорството на пълен работен ден.
Не се задоволява само с актьорството, той е и визуален художник, прекарвайки по-голямата част от свободното си време в рисуване или дърворезба. Дейвис израства в рисуване, скулптура и резбоване. Той продължава да практикува тези изкуства през целия си живот, допълвайки доходите си с поръчки за дизайн и продажби на произведения на изкуството.

## Смърт
Дейвис почива на 29 юни 2008 г. на 65-годишна възраст. Причината за смъртта му, както се съобщава, е сърдечен удар. Вместо цветя или подаръци, семейство Дейвис иска да бъдат направени дарения на Американската сърдечна асоциация в негова памет. Сценаристите на Старгейт Атлантис му отдават почит, като споменават смъртта на героя му в поредицата по същия начин и дори наричат космически кораб на негово име в последния епизод на Старгейт Атлантис, излъчен на 9 януари 2009 г. В епизод Въздух (1 и 2) от първия сезон на сериала Старгейт Юнивърс (2009 – 2011), излъчен на 2 октомври 2009 г., корабът „Земя Генерал Хамънд“ се появява в чест на героя, изигран от актьора в Старгейт СГ-1 (1997 – 2007), в Старгейт Атлантис (2004) и в Старгейт Континуум (2008).